# Œuvres lyriques créées au Théâtre national de l'Opéra-Comique
Les 300 ans d'histoire de l'Opéra-Comique et son rôle central dans l'histoire de l'art lyrique ont  permis la  création de plus de 3 000 œuvres lyriques sur cette scène. Ainsi, certaines des œuvres les plus notables du répertoire français y ont été créées.

## Liste
| Date              | Compositeur                     | Œuvre                             | Genre             |
| ----------------- | ------------------------------- | --------------------------------- | ----------------- |
| 30 juillet 1753   | Antoine Dauvergne               | Les Troqueurs                     |                   |
| 26 juillet 1757   | Egidio Duni                     | Le peintre amoureux de son modèle |                   |
| 9 mars 1759       | François-André Danican Philidor | Blaise le savetier                | opéra-comique     |
| 22 août 1761      | François-André Danican Philidor | Le Maréchal-Ferrant               |                   |
| 14 septembre 1761 | Pierre-Alexandre Monsigny       | On ne s'avise jamais de tout      | opéra-comique     |
| 22 novembre 1762  | Pierre-Alexandre Monsigny       | Le Roi et le Fermier              |                   |
| 27 février 1765   | François-André Danican Philidor | Tom Jones                         | opéra-comique     |
| 20 août 1768      | André Grétry                    | Le Huron                          |                   |
| 5 janvier 1769    | André Grétry                    | Lucile                            |                   |
| 6 mars 1769       | Pierre-Alexandre Monsigny       | Le Déserteur                      |                   |
| 20 septembre 1769 | André Grétry                    | Le Tableau parlant                |                   |
| 16 décembre 1771  | André Grétry                    | Zémire et Azor                    |                   |
| 12 juin 1776      | André Grétry                    | Les mariages samnites             |                   |
| 3 janvier 1780    | André Grétry                    | Aucassin et Nicolette             |                   |
| 21 octobre 1784   | André Grétry                    | Richard Cœur-de-Lion              |                   |
| 4 août 1785       | Nicolas Dalayrac                | L'amant statue                    |                   |
| 15 mai 1786       | Nicolas Dalayrac                | Nina, ou La folle par amour       |                   |
| 14 janvier 1789   | Nicolas Dalayrac                | Les Deux Petits Savoyards         |                   |
| 4 septembre 1790  | Étienne Méhul                   | Euphrosine ou le Tyran corrigé    |                   |
| 15 janvier 1791   | Rodolphe Kreutzer               | Paul et Virginie                  |                   |
| 9 avril 1791      | André Grétry                    | Guillaume Tell                    |                   |
| 3 mai 1792        | Étienne Méhul                   | Stratonice                        | opéra-comique     |
| 6 mai 1794        | Étienne Méhul                   | Mélidore et Phrosine              | drame lyrique     |
| 11 octobre 1799   | Étienne Méhul                   | Ariodant                          |                   |
| 23 octobre 1800   | Nicolas Dalayrac                | Maison à vendre                   | opéra-comique     |
| 16 septembre 1801 | François-Adrien Boieldieu       | Le Calife de Bagdad               |                   |
| 17 mai 1806       | Étienne Méhul                   | Uthal                             |                   |
| 17 février 1807   | Étienne Méhul                   | Joseph                            |                   |
| 9 mai 1807        | Nicolas Isouard                 | Les Rendez-vous bourgeois         |                   |
| 22 février 1810   | Nicolas Isouard                 | Cendrillon                        |                   |
| 4 avril 1812      | François-Adrien Boieldieu       | Jean de Paris                     |                   |
| 29 mars 1821      | Ferdinando Paër                 | Le Maitre de chapelle             |                   |
| 10 décembre 1825  | François-Adrien Boieldieu       | La Dame blanche                   |                   |
| 28 janvier 1830   | Daniel Auber                    | Fra Diavolo                       |                   |
| 3 mai 1831        | Ferdinand Hérold                | Zampa                             | opéra-comique     |
| 15 décembre 1832  | Ferdinand Hérold                | Le Pré aux clercs                 | opéra-comique     |
| 25 septembre 1834 | Adolphe Adam                    | Le Chalet                         | opéra-comique     |
| 16 décembre 1835  | Fromental Halévy                | L'Éclair                          | opéra-comique     |
| 13 octobre 1836   | Adolphe Adam                    | Le postillon de Lonjumeau         | opéra-comique     |
| 2 décembre 1837   | Daniel Auber                    | Le domino noir                    |                   |
| 11 février 1840   | Gaetano Donizetti               | La Fille du régiment              | opéra-comique     |
| 6 mars 1841       | Daniel Auber                    | Les Diamants de la couronne       |                   |
| 6 décembre 1846   | Hector Berlioz                  | La Damnation de Faust             |                   |
| 28 décembre 1847  | Daniel Auber                    | Haydée                            |                   |
| 3 janvier 1849    | Ambroise Thomas                 | Le Caïd                           |                   |
| 18 mai 1849       | Adolphe Adam                    | Le Toréador                       | opéra-comique     |
| 20 avril 1850     | Ambroise Thomas                 | Le Songe d'une nuit d'été         |                   |
| 4 février 1853    | Victor Massé                    | Les Noces de Jeannette            | opéra-comique     |
| 16 février 1854   | Giacomo Meyerbeer               | L'Étoile du nord                  |                   |
| 23 février 1856   | Daniel Auber                    | Manon Lescaut                     |                   |
| 4 avril 1859      | Giacomo Meyerbeer               | Le Pardon de Ploërmel             |                   |
| 12 mai 1862       | Félicien David                  | Lalla-Roukh                       |                   |
| 17 novembre 1866  | Ambroise Thomas                 | Mignon                            |                   |
| 23 novembre 1867  | Jacques Offenbach               | Robinson Crusoé (opéra-comique)   | opéra-comique     |
| 10 mars 1869      | Jacques Offenbach               | Vert-Vert (opéra-comique)         | opéra-comique     |
| 22 mai 1872       | Georges Bizet                   | Djamileh                          |                   |
| 12 juin 1872      | Camille Saint-Saëns             | La Princesse jaune                | opéra-comique     |
| 24 mai 1873       | Léo Delibes                     | Le roi l'a dit                    |                   |
| 3 mars 1875       | Georges Bizet                   | Carmen                            |                   |
| 10 février 1881   | Jacques Offenbach               | Les contes d'Hoffmann             | opéra fantastique |
| 14 avril 1883     | Léo Delibes                     | Lakmé                             |                   |
| 19 janvier 1884   | Jules Massenet                  | Manon                             | opéra-comique     |
| 18 mai 1887       | Emmanuel Chabrier               | Le Roi malgré lui                 | opéra-comique     |
| 7 mai 1888        | Édouard Lalo                    | Le Roi d'Ys                       |                   |
| 15 mai 1889       | Jules Massenet                  | Esclarmonde                       | opéra romanesque  |
| 30 mai 1890       | André Messager                  | La Basoche                        | opéra-comique     |
| 18 juin 1891      | Alfred Bruneau                  | Le Rêve                           |                   |
| 23 novembre 1893  | Alfred Bruneau                  | L'Attaque du moulin (opéra)       |                   |
| 24 mai 1899       | Jules Massenet                  | Cendrillon                        |                   |
| 2 février 1900    | Gustave Charpentier             | Louise                            | roman musical     |
| 20 novembre 1901  | Jules Massenet                  | Grisélidis                        | conte lyrique     |
| 30 avril 1902     | Claude Debussy                  | Pelléas et Mélisande              |                   |
| 10 mai 1907       | Paul Dukas                      | Ariane et Barbe-Bleue             | conte musical     |
| 5 juin 1907       | André Messager                  | Fortunio                          | opéra-comique     |
| 30 novembre 1910  | Ernest Bloch                    | Macbeth                           |                   |
| 19 mai 1911       | Maurice Ravel                   | L'Heure espagnole                 |                   |
| 15 mai 1914       | Henri Rabaud                    | Mârouf, savetier du Caire         | opéra-comique     |
| 25 décembre 1915  | Xavier Leroux                   | Les Cadeaux de Noël               | conte héroique    |
| 16 décembre 1927  | Darius Milhaud                  | Le Pauvre Matelot                 | complainte        |
| 3 juin 1947       | Francis Poulenc                 | Les Mamelles de Tirésias          | opéra bouffe      |
| 6 février 1959    | Francis Poulenc                 | La Voix humaine                   |                   |